# Дзурло, Джузеппе
Граф Джузе́ппе Дзу́рло (итал. Giuseppe Zurlo; 6 ноября 1757, Баранелло, Молизе — 10 ноября 1828, Неаполь) — итальянский государственный деятель.
Был министром в Неаполитанском королевстве при короле Мюрате. Организовал судопроизводство, составил проект уложения о наказаниях, ввёл много нового в государственное хозяйство и общественное образование. После революции 1820 года ему снова было вверено Министерство внутренних дел.